# Marc Sallefranque
Pas d'image ? Cliquez ici

a Compétitions nationales et continentales officielles uniquement.

b Matchs officiels uniquement.
Marc Sallefranque, né le 6 avril 1960 à Dax, est un joueur international français de rugby à XV évoluant aux postes de demi d'ouverture, d'arrière et d'ailier.

## Biographie
Natif de Dax, il commence la pratique du rugby à XV avec l'Union sportive dacquoise vers l'âge de huit ans.
Il joue son premier match avec l'équipe première dacquoise en 1977 à l'occasion du Bouclier d'automne lors d'une rencontre au Stade toulousain, alors âgé de 17 ans et évoluant avec les cadets rouge et blanc, marquant ainsi le début de sa carrière senior,.
Il obtient sa première cape avec l'équipe de France le 11 juillet 1981, contre l'équipe d'Australie ; il compte un total de quatre sélections durant sa carrière.
Le 1er novembre 1984, il joue avec les Barbarians français contre une équipe du Bataillon de Joinville à Grenoble. Les Baa-Baas l'emportent 44 à 22.
Quittant Dax en 1989, après douze saisons,, Sallefranque rejoint le Montpellier Rugby Club pour une saison, avant de signer avec le CA Bègles Bordeaux à partir de la saison 1990-1991.
Dès sa première saison, il vit une approche différente de la pratique sportive, le club de la banlieue bordelaise ayant une approche « quasi-professionnelle » pour l'époque. Placé au poste d'ailier et héritant du rôle de buteur dans lequel il excelle, convertissant les coups de pieds de pénalité obtenus grâce à la « tortue béglaise », et participant ainsi activement à la victoire en championnat de France ; lors de la finale remportée aux dépens du Stade toulousain sur le score de 19 à 14, il inscrit une transformation et deux pénalités.
L'année suivante, il est titulaire au poste de demi d'ouverture suite au départ de Christophe Reigt à Lourdes et termine meilleur réalisateur du championnat et bat même le record de points inscrits dans une saison avec 277 points, record qui sera battu l'année suivante par Laurent Labit.
Après trois saisons sous le maillot de Bègles, Marc Sallefranque finit sa carrière après une dernière année à l'Union sportive testerine. Il devient par la suite restaurateur.
Après sa retraite sportive, il revient à Dax et intervient pendant trois années auprès des Reichel dacquois.

## Palmarès
- Championnat de France de première division :
  - Champion (1) : 1991 avec le CA Bègles Bordeaux

- Challenge Yves du Manoir :
  - Vainqueur (1) : 1982 avec l'Union sportive dacquoise
  - Finaliste (2) : 1988 avec l'Union sportive dacquoise, 1991 avec le CA Bègles Bordeaux[note 1]

### Record
- 64 mètres distance de la pénalité la plus longue réussie en championnat de France de première division[9].

## Statistiques en équipe nationale
- Sélections : 4[10]
- Sélections par année : 1 en 1981, 3 en 1982
- Points inscrits : 19[10]
- Tournoi des Cinq Nations disputé : 1982